# Llista de colònies segons l'ONU
Aquesta és una llista dels territoris a descolonitzar segons el Comitè Especial de Descolonització o Comitè dels 24 de les Nacions Unides.

## Àfrica
- Sàhara Occidental

## Atlàntic i el Carib
- Anguila (Regne Unit)
- Bermuda (Regne Unit)
- Illes Verges Britàniques (Regne Unit)
- Illes Caiman (Regne Unit)
- Malvines (Regne Unit)
- Montserrat (Regne Unit)
- Santa Helena (Regne Unit)
- Illes Turks i Caicos (Regne Unit)
- Illes Verges dels Estats Units (Estats Units)

## Europa
- Gibraltar (Regne Unit)

## Àsia i el Pacífic
- Samoa Americana (Estats Units)
- Guam (Estats Units)
- Nova Caledònia (França)
- Pitcairn (Regne Unit)
- Tokelau (Nova Zelanda)